# Boi Morto (Espanha)

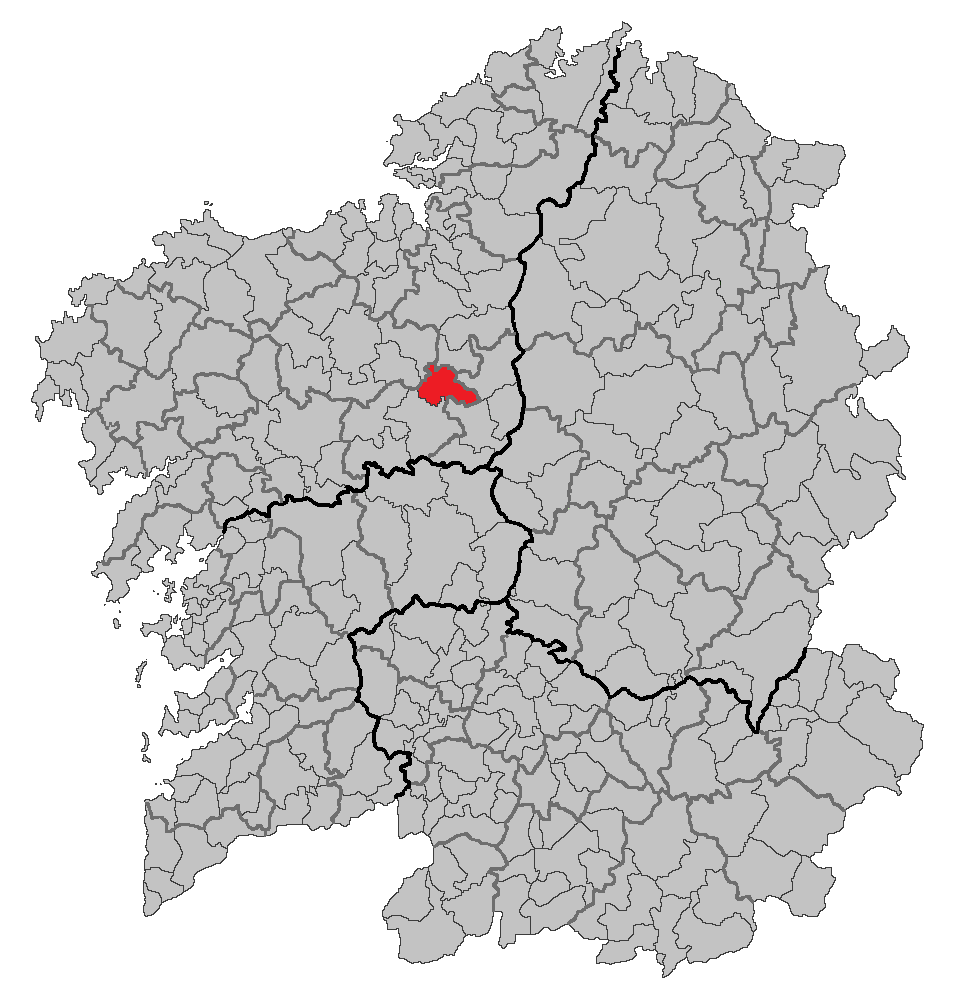
Localização de Boimorto

Boi Morto (em galego, Boimorto) é um município da Espanha na província
da Corunha,
comunidade autónoma da Galiza, de área 82,71 km² com
população de 2370 habitantes (2007) e densidade populacional de 28,65 hab./km².

## Toponímia
Segundo Gonzalo Ramón Navaza Blanco, professor sênior de literatura da Universidade de Vigo, o nome do topônimo poderia ter sua origem na palavra bado, que designaria um passo não usado atualmente. Outra possibilidade é que boi faça referência a rochas, pois aparece em vários nomes de lugares com esse significado, e morto tenha um significado semelhante e se refera a um passo com abundantes pedras. Esta é a tese apoiada por Fernando Cabeza Quiles, que afirma que podería vir da raiz celta mor.

## Localização
O município de Boi Morto, que cobre uma área de 82,34 km², está localizado no sudeste da província da Corunha. Seu território está representado nas folhas MTN50 (escala 1:50 000) 0071 e 0096 do Mapa Topográfico Nacional.

## Demografia
| Variação demográfica do município entre 1991 e 2004 | Variação demográfica do município entre 1991 e 2004 | Variação demográfica do município entre 1991 e 2004 | Variação demográfica do município entre 1991 e 2004 |
| --------------------------------------------------- | --------------------------------------------------- | --------------------------------------------------- | --------------------------------------------------- |
| 1991                                                | 1996                                                | 2001                                                | 2004                                                |
| 2999                                                | 2722                                                | 2522                                                | 2486                                                |

## Administração e política

### Politica da prefeitura
A distribuição dos conselheiros da comuna apresenta três períodos facilmente identificáveis. O primeiro deles é aquele entre as eleições municipais de maio de 1983 e as de maio de 2003, quando os diferentes candidatos presididos por Luis Verea Taboada (AP-PDP-UL em 1983, AP em 1987 e PPdeG a partir de então) obtêm maiorias absolutas. O ponto de inflexão ocorreu em 2003, quando um dos conselheiros do PPdeG, José Ignacio Portos Vázquez, apresentou sua própria candidatura,  Alternativa de Independentes por Boimorto (AIB).
A nova candidatura, AIB, recebe 578 votos no total, principalmente às custas do PP, e concorda com os dois partidos restantes, PSdeG-PSOE e BNG, o governo da cidade. Assim começa o segundo período, durante o qual José Ignacio Portos Vázquez, primeiro na AIB, depois na PSdeG-PSOE, será prefeito por três mandatos.
| Eleições   | UCD  | UCD | CD   | CD | AP-PDP-UL | AP-PDP-UL | EG   | EG | PSdeG-PSOE | PSdeG-PSOE | AP   | AP | PPdeG | PPdeG | PDP-PL-CG | PDP-PL-CG | BNG  | BNG | DG   | DG | AIB  | AIB |
|            | Vot. | C.  | Vot. | C. | Vot.      | C.        | Vot. | C. | Vot.       | C.         | Vot. | C. | Vot.  | C.    | Vot.      | C.        | Vot. | C.  | Vot. | C. | Vot. | C.  |
| Abril 1979 | 627  | 9   | 332  | 4  | -         | -         | -    | -  | -          | -          | -    | -  | -     | -     | -         | -         | -    | -   | -    | -  | -    | -   |
| Março 1983 | -    | -   | -    | -  | 792       | 7         | 341  | 3  | 222        | 1          | -    | -  | -     | -     | -         | -         | -    | -   | -    | -  | -    | -   |
| Junho 1987 | -    | -   | -    | -  | -         | -         | -    | -  | 305        | 2          | 804  | 6  | -     | -     | 458       | 3         | 77   | 0   | -    | -  | -    | -   |
| Março 1991 | -    | -   | -    | -  | -         | -         | -    | -  | 491        | 3          | -    | -  | 1036  | 6     | -         | -         | 305  | 2   | -    | -  | -    | -   |
| Março 1995 | -    | -   | -    | -  | -         | -         | -    | -  | 310        | 2          | -    | -  | 1250  | 8     | -         | -         | 203  | 1   | -    | -  | -    | -   |
| Março 1999 | -    | -   | -    | -  | -         | -         | -    | -  | 348        | 2          | -    | -  | 1250  | 7     | -         | -         | 238  | 1   | 215  | 1  | -    | -   |
| Março 2003 | -    | -   | -    | -  | -         | -         | -    | -  | 235        | 1          | -    | -  | 729   | 5     | -         | -         | 242  | 1   | -    | -  | 578  | 4   |
| Março 2007 | -    | -   | -    | -  | -         | -         | -    | -  | 887        | 6          | -    | -  | 612   | 4     | -         | -         | 220  | 1   | -    | -  | -    | -   |
| Março 2011 | -    | -   | -    | -  | -         | -         | -    | -  | 789        | 5          | -    | -  | 670   | 5     | -         | -         | 196  | 1   | -    | -  | -    | -   |
| Março 2015 | -    | -   | -    | -  | -         | -         | -    | -  | 538        | 4          | -    | -  | 687   | 5     | -         | -         | 297  | 2   | -    | -  | -    | -   |
| Março 2019 | -    | -   | -    | -  | -         | -         | -    | -  | 396        | 3          | -    | -  | 757   | 6     | -         | -         | 249  | 2   | -    | -  | -    | -   |

Já em seu terceiro mandato como prefeito do município, José Ignacio Portos Vázquez renuncia por problemas pessoais. Por esse motivo, Ana Ledo Fernández torna-se prefeita de Boimorto em 26 de maio de 2014.
Na legislatura 2015-2019, Gonzalo Concheiro Coello, chefe da lista de PP, apresenta uma moção de censura que vence graças ao desertor José Balado Casal. terceiro do PSOE. Essa moção de censura derruba o prefeito pelo BNG, José Luis Rivas Cruz.
| Legislatura | Nome                                                                 | Partido    |
| ----------- | -------------------------------------------------------------------- | ---------- |
| 1979 - 1983 | José Antonio Blanco Ramos                                            | UCD        |
| 1983 - 1985 | Luis Verea Taboada                                                   | CP         |
| 1985 - 1987 | Luis Verea Taboada                                                   | AP         |
| 1987 - 1991 | Luis Verea Taboada                                                   | PP         |
| 1991 - 1995 | Luis Verea Taboada                                                   | PP         |
| 1995 - 1999 | Luis Verea Taboada                                                   | PP         |
| 1999 - 2003 | Luis Verea Taboada                                                   | PP         |
| 2003 - 2007 | José Ignacio Portos Vázquez                                          | AIB        |
| 2007 - 2011 | José Ignacio Portos Vázquez                                          | PSdeG-PSOE |
| 2011 - 2015 | José Ignacio Portos Vázquez Ana Ledo Fernández                       | PSdeG-PSOE |
| 2015 - 2019 | José Luis Rivas Cruz Gonzalo Concheiro Coello María Jesús Novo Gómez | BNG PP     |
| 2019 - atu. | María Jesús Novo Gómez                                               | PP         |